# بخش دد لیک، شهرستان اوتر تیل، مینه سوتا
بخش دد لیک (به انگلیسی: Dead Lake Township) یک منطقهٔ مسکونی در ایالات متحده آمریکا است که در شهرستان اوتر تیل، مینه‌سوتا واقع شده‌است.
 بخش دد لیک ۹۰٫۹ کیلومتر مربع مساحت و ۴۵۲ نفر جمعیت دارد و ۴۱۵ متر بالاتر از سطح دریا واقع شده‌است.